# Subaru R1
La Subaru R1 è stata introdotta dalla Subaru nel 2005 come versione a due porte della Subaru R2.
È una Keicar insolita, perché non usa la lunghezza massima della normativa keicar, come la Smart Fortwo e la Suzuki Twin.

## Motorizzazioni
La Subaru R1 era disponibile solo con un 658 cm³, in tre versioni: la L, con il EN07U SOHC da 46 CV, la R, con il EN07D DOHC da 54 CV, e la STi, con un EN07X sovralimentato da 63 CV. Era dotata di un cambio CVT, ed era disponibile sia a trazione anteriore che a trazione integrale. Poteva raggiungere i 140 km/h.

## Subaru R1e

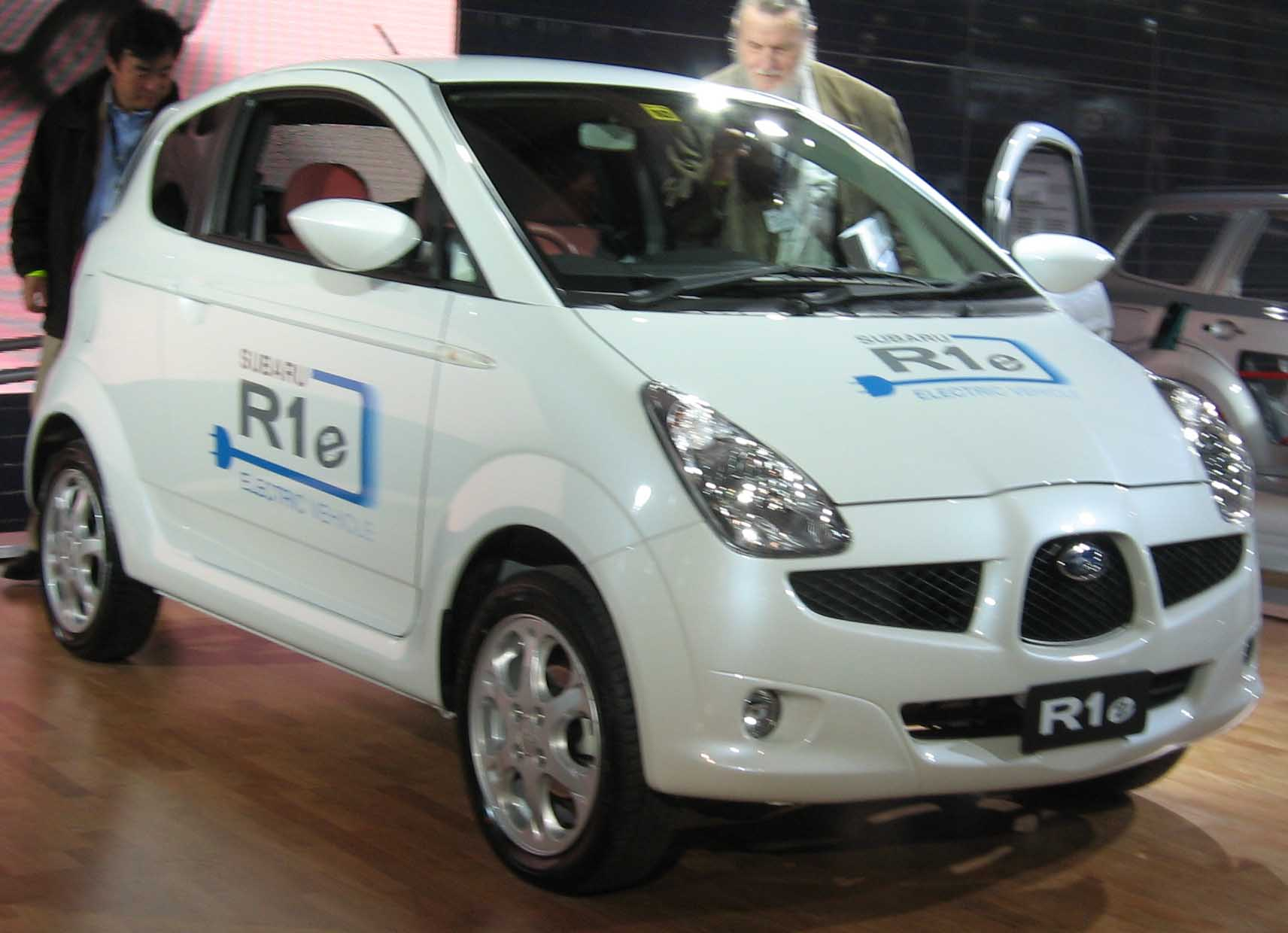
La Subaru R1e

Nel 2003 è stato presentato al Salone di Tokyo un primo prototipo di una versione elettrica della vettura, denominato R1e Urban Electric Concept, e l'anno seguente, sempre a Tokyo, è stata presentata la versione definitiva.
L'auto è frutto di una collaborazione tra Subaru e la compagnia elettrica Tokyo Electric Power Company, ed è stata prodotta in circa 40 esemplari tra il 2005 ed il 2009.
Monta batterie agli ioni di litio in grado di fornire 80 km di autonomia in ciclo urbano e ricaricabili all'80% in otto minuti utilizzando colonnine da 200 V realizzate appositamente dalla TEPC, e al 100% in otto ore con ricarica a 100 V.
La Subaru R1e non è mai stata offerta al grande pubblico, ma affidata a lavoratori pendolari della TEPC per finalità sperimentali, ed i dati raccolti sono stati utilizzati per mettere a punto vetture nate in seguito a questo esperimento, come la versione elettrica della piccola monovolume Subaru Stella.

## Prodrive P2

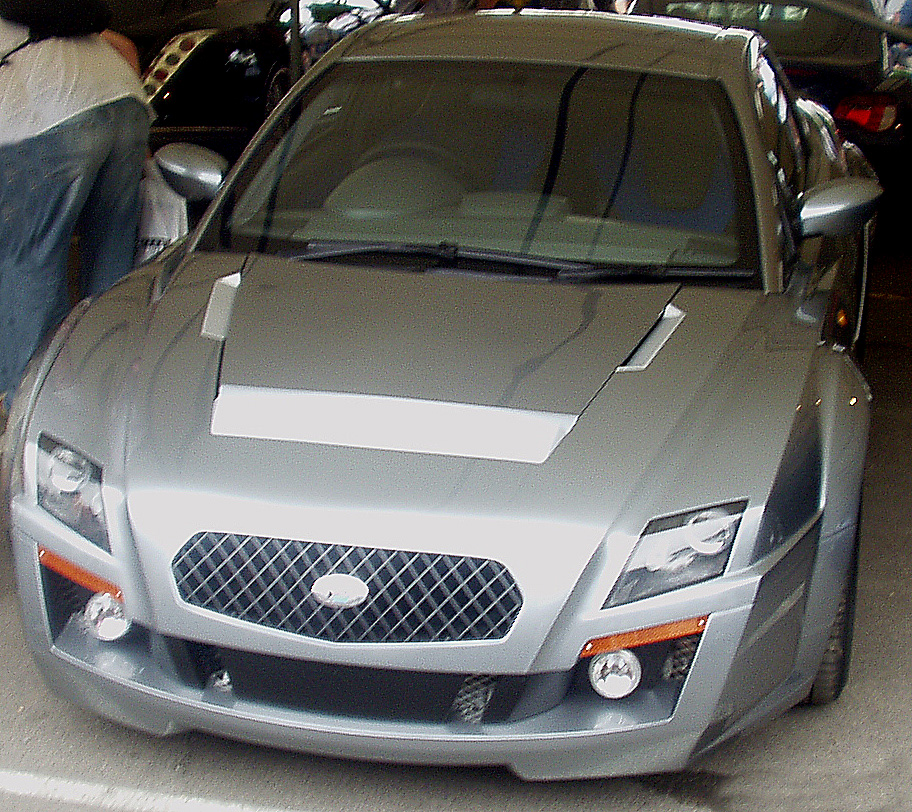
La Prodrive P2

Il preparatore di vetture da competizione Prodrive nel 2006 sulla base della R2 ha realizzato un prototipo ad alte prestazioni, denominato Prodrive P2, disegnato da Peter Stevens.
Monta il 4 cilindri boxer della Subaru Impreza WRX STI, modificato per produrre 350 CV e 575 Nm di coppia, in grado di portarla da 0 a 100 chilometri orari in 3,8 secondi, e di garantire una velocità massima di 280 km/h. Il peso è di 1.100 kg.
La vettura è a trazione integrale e per contrastare il sottosterzo monta due differenziali a controllo elettronico in posizione posteriore e centrale, la cui invasività è regolabile tramite un comando sulla console centrale. Il differenziale posteriore utilizza vari parametri per stabilire come distribuire la coppia tra le due ruote.
Prodrive non ha realizzato quest'auto nell'ottica di una produzione in serie, bensì è stata concepita come "vetrina" per dimostrare le abilità del preparatore.